# Paravespa grandis
Paravespa grandis (лат.) — вид одиночных ос семейства Vespidae.

## Распространение
Палеарктика: Закавказье, Казахстан, Средняя Азия

## Описание
Крупные (длиной от 15 до 22 мм), основная окраска тела чёрная, на брюшке бледно-желтоватые перевязи. Клипеус спереди с глубокой вырезкой. Гнёзда устраивают в почве. Охотятся на гусениц совок (Noctuidae).

## Классификация
Вид был впервые описан в 1885 году под названием Hoplomerus grandis  Moravitz, 1885
- Paravespa grandis (Moravitz, 1885) (=Hoplomerus grandis Moravitz, 1885; Hoplomerus aestimanda Morawitz, 1888; Hoplomerus persa Morawitz, 1885)[5]
  - Подвид Paravespa grandis albida Blüthgen, 1953
  - Подвид Paravespa grandis caucasica (Kok., 1912)